# CAB (przeglądarka)
CAB – przeglądarka internetowa dla systemów TOS. Pierwowzór iCab.
Początkowo był to prosty program do wyświetlania dokumentów hipertekstowych w formacie HTML. Pierwsza wersja, nazwana po prostu HTML Browser, udostępniona została 20 maja 1995 roku. Później, po rozszerzeniu programu o obsługę wyświetlania plików HTML z sieci (dzięki zewnętrznemu modułowi w wersji 0.95), autor zmienił nazwę programu na CAB, rozwijając ten skrót jako „Crystal Atari Browser” lub „The Taxi to the information highway” („taksówka na autostradzie informacji”, ponieważ angielskie słowo „cab” oznacza taksówkę). Przeglądarka wyposażona była we własny silnik wyświetlania stron WWW, dostępna początkowo jako produkt freeware. Od wersji 2.0 rozprowadzana jako produkt komercyjny przez niemiecką firmę ASH.